# Paractora dreuxi
Paractora dreuxi är en tvåvingeart som beskrevs av Seguy 1965. Paractora dreuxi ingår i släktet Paractora och familjen Helcomyzidae. Inga underarter finns listade i Catalogue of Life.